# El Partido Azul
El Partido Azul (en alemán: Die blaue Partei) fue un partido político alemán que se fundó por iniciativa de la exlíder de Alternativa para Alemania (AfD), Frauke Petry, después de renunciar al partido. El partido se presentaba a sí mismo como más moderado que la AfD, y tenía como objetivo atraer a los conservadores sociales y a los liberales de derecha. Al momento de su disolución, el partido tenía dos diputados en el Bundestag, así como representación extraoficial en el Parlamento Regional de Renania del Norte-Westfalia, el Parlamento Regional de Sajonia-Anhalt y hasta 2019 en el Parlamento Europeo y el Parlamento Regional Sajón.

## Historia

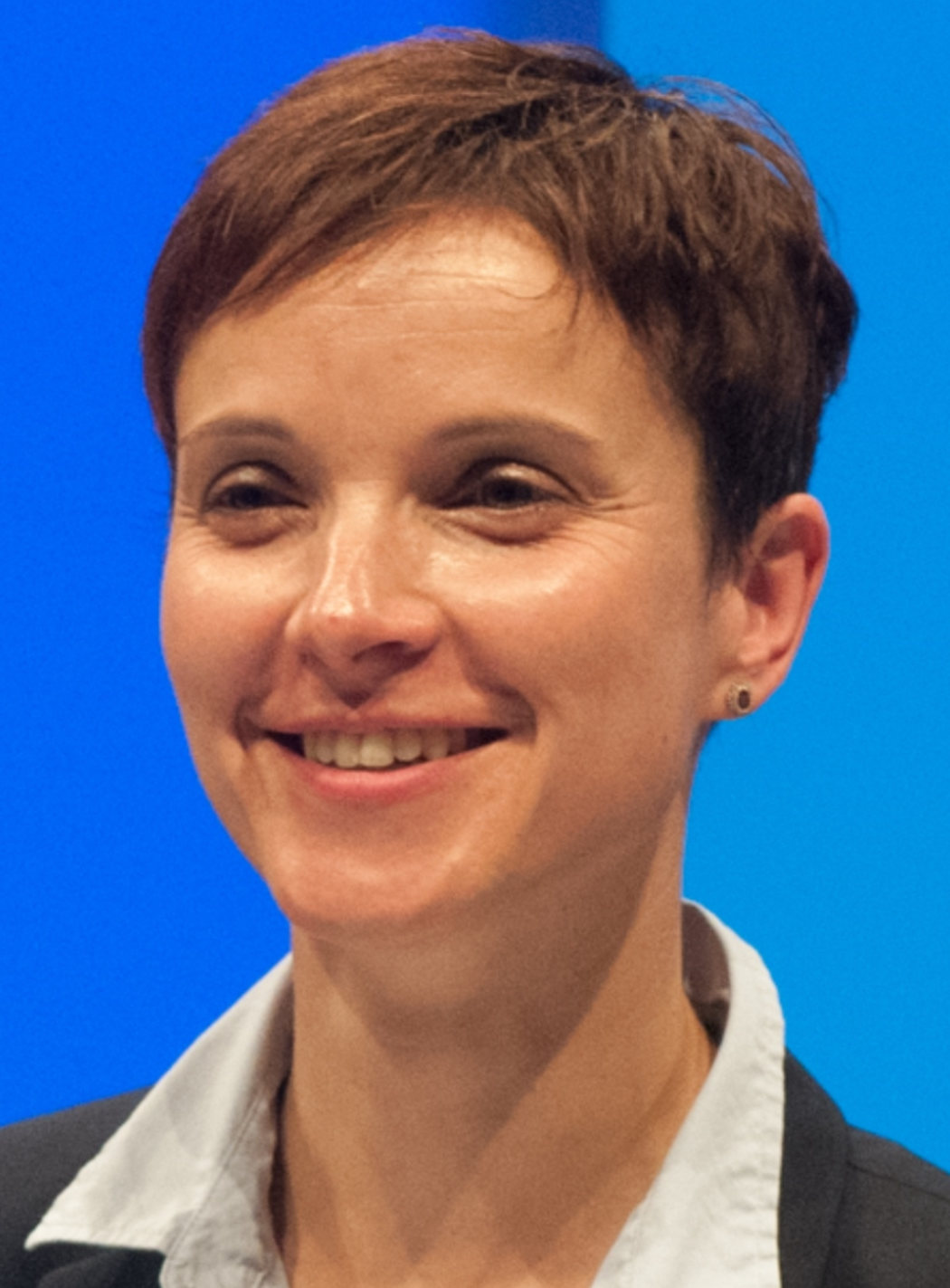
Frauke Petry, presidenta del partido

Frauke Petry fue elegida líder de Alternativa para Alemania (AfD) el 4 de julio de 2015. Sin embargo, las disputas internas dentro de la AfD en el período previo a las elecciones federales de 2017 hicieron que Petry se retirara como líder del ala ultraderechista del partido, siendo reemplazada por Björn Höcke. Petry y Höcke intentaron excluirse mutuamente del partido, y Petry acusó a Höcke y a sus partidarios de ser extremistas. Sin embargo, Petry decidió que todavía se presentaría a las elecciones federales dentro de AfD. 
En el período previo a la elección, Petry registró un sitio web y un partido político con el nombre de Die Blauen, lo que desató la especulación de que crearía un nuevo partido.
Petry dejó la AfD inmediatamente después de ser elegida al Bundestag en septiembre de 2017, pero anunció que sería independiente. Esto cambió en octubre de 2017, cuando Petry anunció oficialmente la fundación de El Partido Azul. Posteriormente otro diputado del Bundestag, un eurodiputado y varios parlamentarios regionales se unieron a la formación. 
El partido fue disuelto el 31 de diciembre de 2019 tras los malos resultados obtenidos en las elecciones estatales celebradas ese año.

## Ideología
Las políticas del Partido Azul eran similares a las del ala moderada de AfD. Al igual que AfD, el Partido Azul exigía controles fronterizos más fuertes y restricciones al asilo, oponiéndose a la doble nacionalidad. El Partido Azul denunciaba el "islam político", pero no respaldaba la afirmación de AfD de que no hay lugar para el Islam en Alemania.